# Chukwuemeka Odumegwu Ojukwu
Chukwuemeka Odumegwu Ojukwu (Zungeru, 4 novembre 1933 – Londra, 26 novembre 2011) è stato un generale e politico nigeriano, presidente del Biafra dal 1967 al 1970.
Ojukwu fu governatore militare della Regione Orientale della Nigeria nel 1966, il capo dei separatisti della Repubblica del Biafra dal 1967 al 1970 e leader politico nigeriano dal 1983 al 2011 quando morì all'età di 78 anni.

## Biografia

### Gioventù ed educazione
Chukwuemeka "Emeka" Odumegwu-Ojukwu nacque il 4 novembre 1933 a Zungeru nel nord-ovest della Nigeria da Sir Louis Odumegwu Ojukwu, un uomo d'affari proveniente da Nnewi, Stato di Anambra nel sud-est della Nigeria. Sir Louis era attivo nel settore dei trasporti, approfittando del boom del business durante la seconda guerra mondiale e divenendo uno degli uomini più ricchi della Nigeria. Iniziò la sua carriera educativa nel Lagos, nella Nigeria sudoccidentale.
Nel 1944, fu per breve tempo incarcerato per aver aggredito un insegnante coloniale britannico che aveva umiliato una donna nera del King's College a Lagos, un evento che generò una grande diffusione della notizia sui giornali locali. All'età di 13 anni, suo padre lo mandò a studiare all'estero, nel Regno Unito, prima all'Epsom College e poi al Lincoln College dell'Università di Oxford, dove conseguì un Masters degree in storia. Fece ritorno nella Nigeria coloniale nel 1956.

### Carriera
Ojukwu salì alla ribalta nazionale per la sua nomina a governatore nel 1966 e per le sue successive azioni. Un colpo di stato militare contro i civili del Governo federale della Nigeria, nel gennaio 1966 e un ulteriore colpo di stato nel luglio dello stesso anno, da diverse fazioni militari, percepiti come colpi di stato etnici, che portarono ai massacri nella Nigeria settentrionale in cui gli Igbo furono prevalentemente uccisi. Ojukwu che non aveva partecipato attivamente al colpo, fu nominato governatore militare della regione sud-orientale della Nigeria nel gennaio 1966 dal Generale Aguyi Ironsi.
Dopo aver fondato la Grande Alleanza di Tutti i Progressisti, si è candidato alle elezioni presidenziali del 2003, ottenendo il 3,3% dei voti, e alle elezioni presidenziali del 2007, nelle quali ha ottenuto lo 0,4% dei voti.

### Morte
Il 26 novembre 2011, Ikemba Odumegwu Ojukwu morì nel Regno Unito all'età di 78 anni.